# Pablo Texón
Pablo Texón Castañón (asturijsko Pablu Texón) španski pisatelj, besedoljub, strokovnjak španske in asturijske književnosti, sodobni avtor asturijščine in akademik. * 23. april 1977, Felechosa.
Texón je eden mlajših predstavnikov poznejšega vala asturijskega literarnega in jezikovnega preporoda Surdimientu (to je Postsurdimientu), ki je vključil asturijsko književnost v 21. stoletje. Texón je bil za svoje delo že večkrat odlikovan.
Objavlja pesmi in prispevke v različnih časopisih in revijah kot tudi v dnevniku La Nueva España.
Prevede med drugim dela sodobnih ameriških književnikov v asturijski jezik kot na primer novelista in pesnika Raymonda Carverja.
Leta 2019 je bil izbran za člana Asturijske jezikovne akademije v Oviedu.